# 陸寬昱
陸寬昱居士（英語：Charles Luk，威妥瑪拼音：Lu K'uan Yü，1898年—1978年），生於中國廣東省，居於香港，為太虛大師弟子，曾將多本大乘佛教經典進行英譯，為著名佛經翻譯家。

## 著作
- 英譯《楞嚴經》（Shurangama Sutra）、《圓覺經》、《六祖壇經》。